# Giustino Rapolla
Giustino Rapolla (... – XVIII secolo) è stato uno storico e topografo italiano della città di Venosa.

## Biografia
Figlio di Domenico, nobile Venosino. 
era cassiere di uno dei 4 fondachi del sale del Regno di Napoli. 
Il nonno omonimo Giustino, era il fratello dell'Arcidiacono Venanzio Rapolla e cugino di Francesco Rapolla.

### Distinta descrizione topografica della città di Venosa
Quando nel 1735 il Re Carlo III di Spagna si insediò sul trono di Napoli, ordinò ai suoi Ministri una relazione sullo stato e le condizioni del suo nuovo Regno. Pertanto per l'Università di Venosa, l'Avv. Fiscale Gaudioso, responsabile per la Basilicata, diede
incarico a Giustino Rapolla, di relazionare su questa Città
La redazione della Distinta descrizione topografica della città di Venosa venne quindi redatta e completata dal Rapolla, quindi successivamente firmata e confermata da tutti i componenti del Governo Comunale di Venosa (Mastrogiurato, Sindaco e 4 Eletti) nel 1735